# Opere di Lev Tolstoj
Questa voce fornisce una bibliografia delle opere di Lev Tolstoj, il cui elenco è contenuto nella sezione specifica della pagina principale.

## Edizioni complete russe
- Sobranie sočinenij v dvenadcati tomah, 12 voll., Moskva, Hudožestvennaja literatura, 1972-76.
- Sobranie sočinenij, 22 voll., Moskva-Leningrad, Chudožestvennaja Literatura, 1978-85.
- Polnoe sobranie sočinenij v sta tomakh, 100 voll., Moskva, Nauka, 2000-07.

## Traduzioni italiane

### Opere complessive
- Ultime novelle e Piaceri viziosi, Milano: F.lli Treves, 1894 ("Biblioteca amena").
- Che cosa è l'arte?, trad. di Enrico Panzacchi, F.lli Treves, Milano 1902.
- Racconti e ricordi, raccolti e illustrati dalla figlia Tatiana, trad. Corrado Alvaro, Milano: Mondadori, 1942 ("Medusa"); poi Memorie di un pazzo e altri scritti, Milano: SE, 2006.
- Romanzi brevi e racconti, a cura di Giuseppe Donnini, Roma: Casini, 1951.
- Racconti, a cura di Agostino Villa, 3 voll., Torino: Einaudi 1952-55 ("I millenni").
- Tutte le opere narrative e di teatro, a cura di Eridano Bazzarelli, 5 voll., Milano: Mursia, 1956-60 (vol. 1: Primi racconti; vol. 2: Guerra e pace; vol. 3: Anna Karenina. Racconti coniugali; vol. 4: Resurrezione. Ultimi racconti; vol. 5: Teatro. Scritti autobiografici).
- Romanzi e taccuini, a cura di Leone Pacini Savoj e Maria Bianca Luporini Gallinaro, 4 voll., Firenze: Sansoni, 1961; poi Tutti i romanzi, ivi, 1967.
- Racconti popolari, 2 voll., Bari: Edizioni Paoline, 1962.
- Romanzi e racconti, con un saggio di Thomas Mann, 4 voll., Torino: Einaudi, 1962.
- Il prigioniero del Caucaso e altri racconti, trad. Piero Cazzola, Torino: Paravia, 1967.
- Racconti, introduzione di Leonida Gancikov, a cura di Enrichetta Carafa Capecelatro e Lucetta Negarville Minucci, Torino: Utet, 1970.
- Racconti e leggende, trad. di Luigi Ardenzi, Milano: Fratelli Fabbri, 1975.
- Quattro romanzi, trad. di Agostino Villa, introduzione di Clara Strada Janovič, Torino: Einaudi, 1977 ("Gli Struzzi") (La felicità familiare. La morte di Ivan Ilič. La sonata a Kreutzer. Padre Sergio).
- Tutti i racconti, a cura di Igor Sibaldi, 2 voll., Milano: Mondadori, 1991 ("I Meridiani").
- Romanzi brevi, a cura di Igor Sibaldi, Milano: Mondadori, 1992 (La felicità domestica, trad. Serena Prina. I cosacchi, trad. Gianlorenzo Pacini. La sonata a Kreutzer, trad. Elisabetta Bruzzone. Chadži-Muràt, trad. Nadia Cicognini).
- La morte di Ivan Il'ic. Tre morti e altri racconti, trad. Tommaso Landolfi, a cura di Idolina Landolfi, Milano: Adelphi, 1996.
- Romanzi e racconti, 3 voll., Roma: Gruppo editoriale L'Espresso, 2005.
- Tre romanzi brevi, introduzione di Giovanna Spendel, Milano: Baldini Castoldi Dalai, 2006 (La sonata a Kreutzer. La morte di Ivan Ilʹič. Chadzi-Murat).
- Romanzi, 2 voll., Milano: BUR, 2010-12.

### Romanzi singoli

#### Infanzia, Adolescenza, Giovinezza
- Memorie d'infanzia, Roma: C. Verdesi, 1893.
- Memorie: Infanzia, Giovinezza, Virilità, trad. Nina Romanowski, Milano: Fratelli Treves, 1901; poi Memorie: infanzia; adolescenza; giovinezza, ivi, 1912.
- Infanzia e adolescenza, trad. di Enrichetta Carafa Capecelatro, Firenze: Sansoni, 1923.
- Memoria: Infanzia. Adolescenza. Giovinezza, a cura di Ettore Lo Gatto, Firenze: Le Monnier, 1926.
- Memorie: infanzia, adolescenza, giovinezza, Milano: Bietti, 1928.
- Racconti autobiografici, vol. 1: Infanzia. Adolescenza, trad. di Raissa Olkienizkaia-Naldi, Torino: Slavia, 1930.
- Racconti autobiografici, vol. 2: Giovinezza. Ricordi d'infanzia, trad. di Raissa Olkienizkaia-Naldi, Torino: Slavia, 1930; Firenze: Vallecchi, 1972.
- Infanzia - Adolescenza - Giovinezza, trad. di Luigi Ermete Zalapy, Sesto San Giovanni: Barion, 1931.
- Scritti autobiografici, a cura di Eridano Bazzarelli, vol. 5 di Tutte le opere narrative e di teatro, Milano: Mursia, 1960.
- Infanzia, adolescenza, giovinezza, in Romanzi e taccuni, trad. di Agostino Villa, Firenze: Sansoni, 1961.
- Infanzia e adolescenza, ed. ridotta, a cura di Luciana Cioni, Milano: Edizioni scolastiche Mondadori, 1967.
- Infanzia e adolescenza, Milano: Mursia, 1971.
- Infanzia, Firenze: Passigli, 1985.
- Resurrezione. Taccuini per "Resurrezione". Infanzia, adolescenza, giovinezza. Taccuini per "Infanzia, adolescenza, giovinezza", a cura di Leone Pacini Savoj e Maria Bianca Luporini, Firenze: Sansoni, 1990.
- Infanzia, Roma: Carlo Mancosu, 1993.
- Infanzia. Adolescenza. Giovinezza, introduzione di Fausto Malcovati, trad. di Enrichetta Carafa d'Andria e Pietro Zveteremich, Roma: Newton Compton, 1997.
- Romanzi, vol. 1: Resurrezione. Infanzia. Adolescenza. Giovinezza, a cura di Leone Pacini Savoj e Maria Bianca Luporini, prefazione di Adriano Sofri, Milano: BUR, 2010.
- Infanzia, trad. di Bruno Osimo, 2023.

#### La felicità domestica
- Caterina, trad. di William S. Gottsberger, Napoli: Pietrocola, 1897.
- Katie, trad. di I. Lemonoff, Firenze: Salani, 1904.
- La felicità familiare, trad. Erme Cadei, Milano: Società anonima Giovanni De Agostini, 1929; Milano: Rizzoli, 1949; poi in Romanzi, vol. 2, ivi, 2012.
- Felicità coniugale, Sesto San Giovanni: Barion, 1931.
- La felicità coniugale. Come trovare la felicità nel matrimonio, Milano: Istituto Hermes, 1939.
- La felicità domestica, trad. Giuseppe Donnini, in Romanzi brevi e racconti, Roma: Casini, 1951.
- Felicità coniugale, trad. di Luigi D'Agesilao, Milano: Leda, s.d. (circa 1960).
- La felicità domestica, trad. di Clemente Rebora, Milano: Bompiani, 1942; con introduzione di Boris Ejchenbaum, ivi, 1979; Roma: Fazi, 2018.
- Felicità familiare, trad. Laura Salmon, introduzione di Serena Vitale e prefazione di Fausto Malcovati, Milano: Garzanti, 2001.
- La felicità domestica, trad. Serena Prina, introduzione di Igor Sibaldi, Milano: Mondadori, 2008.

#### I cosacchi
- I cosacchi, Milano: Treves, 1895.
- I cosacchi, Firenze: Salani, 1900.
- I cosacchi, Napoli: Villani, 1904.
- I cosacchi, trad. di Ermete Cadei, Milano: Bietti, 1925.
- I cosacchi. L'incursione, trad. di Boris Jakovenko, Torino: Slavia, 1927.
- I cosacchi, trad. di Decio Cinti, Milano: Sonzogno, 1928.
- I cosacchi. Sebastopoli. Hadgi-Murat, trad. di Laura Colombo, Sesto San Giovanni: Barion, 1930.
- I cosacchi, trad. di Laura Malavasi, Torino: Utet, 1935.
- I cosacchi, pref. e trad. di Gabriello Buscio, Milano-Roma: Jandi, 1944.
- I cosacchi, trad. di Giovanni Faccioli, Milano: Rizzoli, 1952.
- I cosacchi, trad. di Agostino Villa, Milano: Mondadori, 1962; con introduzione di Eraldo Affinati, Roma: Newton Compton, 1995.
- I cosacchi, trad. di Vittoria De Gavardo, introduzione di Valentino Gambi, Pescara: Paoline, 1962.
- I cosacchi e Racconti di Sebastopoli, introduzione di Leonida Gančikov, trad. di Laura Malavasi e Lucetta Negarville Minucci, Torino: Utet, 1962.
- La sonata a Kreutzer. I cosacchi, Roma: Casini, 1965.
- I cosacchi, trad. di Emanuela Pulga, Ginevra: Ferni, 1974.
- I cosacchi. La sonata a Kreutzer, trad. di Riccardo Rossi, Roma: Curcio, 1978.
- I Cosacchi. Racconto caucasico del 1852, trad. e intr. di Gianlorenzo Pacini, Milano: Mondadori, 1988.
- I cosacchi, trad. Gianlorenzo Pacini, in Romanzi brevi, a cura di Igor Sibaldi, Milano: Mondadori, 1992.
- I Cosacchi e altri racconti, trad. di Luisa De Nardis, introduzione di Serena Vitale, prefazione di Fausto Malcovati, Milano: Garzanti, 1996.

#### Guerra e pace
- La guerra e la pace. Romanzo storico, con prefazione di M. de Vogüé, 4 voll., Milano: Treves, 1891.
- La guerra e la pace, trad. Federigo Verdinois, con un saggio di Alessandro Chiappelli, Milano: Istituto Editoriale Italiano, 1915; con introduzione di Wolf Giusti e note di Lucio Dal Santo, 2 voll., Milano: Bietti, 1974.
- Guerra e Pace, trad. di A. Poliukin e Decio Cinti, 3 voll., Milano: Sonzogno, 1932.
- Guerra e pace, trad. di Edme Cadei, 4 voll., Milano: Mondadori, 1941; con introduzione di Giovanni Giudici e uno scritto di Viktor Šklovskij, 2 voll., ivi, 1990.
- Guerra e pace, trad. di Enrichetta Carafa Capecelatro, 6 voll., Torino: Slavia, 1928; Torino: Einaudi, 1942; con prefazione di Leone Ginzburg e un saggio di Thomas Mann, 4 voll., ivi, 1974; 2 voll., 1962 ("I millenni"); 4 voll., 1974 ("Gli Struzzi"); 2 voll., 1990; nuova ed. con introduzione di Pier Cesare Bori, ivi, 1998.
- Guerra e pace, trad. Itala Pia Sbriziolo, 4 voll., Torino: Utet, 1942; con introduzione di Leone Pacini Savoj, ivi, 1958.
- Guerra e pace, trad. (dal francese) di Attilio Landi jr., 2 voll., Milano: Lucchi, 1955.
- Guerra e pace (ed. ridotta), trad. di Franco Enna, Milano: A.P.E., 1955.
- Guerra e pace (ed. ridotta), trad. di Nicola Allasino, Torino: SEI, 1957.
- Guerra e pace, ed. ridotta e rinarrata da Maria Tibaldi Chiesa, Torino: Utet, 1961.
- Guerra e pace, trad. di Alfredo Polledro, 2 voll., Milano: IEI, 1962; Roma: Casini, 1965; con un saggio di Tolstoj sulla genesi del romanzo, introduzione di Eraldo Affinati, Roma: Newton Compton, 1995; Milano: Rusconi, 2005.
- Guerra e pace. Taccuini per Guerra e pace, a cura d Leone Pacini Savoj e Maria Bianca Luporini, in Romanzi e taccuini, voll. 1 e 2, Firenze: Sansoni, 1961; ed. senza taccuini, Milano: BUR, 2002; con introduzione di Eridano Bazzarelli, ivi, 2006.
- Guerra e pace, trad. di Eridano Bazzarelli con la collaborazione di Franca Campailla e Giovanni Bensi, in Tutte le opere narrative e di teatro, vol. 2, Milano: Mursia, 1962; a sé in 3 voll., Novara: De Agostini, 1968.
- Guerra e pace, trad. di Laura Simoni Malvasi, 4 voll., Milano: Rizzoli, 1964; Milano: Fabbri, 1992.
- Guerra e pace, trad. di Agostino Villa, 3 voll., Firenze: Sansoni, 1966.
- Guerra e pace (ed. ridotta), a cura di Caterina Colombo e Gisella Fedeli, trad. di A.S. Gladkov e Augusta Osimo Muggia, Milano: Mursia, 1966; ed. completa, ivi, 2007.
- Guerra e pace (ed. ridotta) a cura di Titina Sardelli, Roma: Barjes, 1967.
- Il romanzo di Natascia (estratto), trad. Marinella Pagura, Milano: Fabbri, 1968.
- Guerra e pace (ed. ridotta), a cura di Giuditta Garioni Bertolotti, Brescia: La scuola, 1969.
- Guerra e pace, trad. di Giacinta De Dominicis Jorio, 4 voll., Francavilla al Mare: Paoline, 1972.
- Guerra e pace, trad. di Pietro Zveteremich, 4 voll., Milano: Garzanti, 1974; con prefazione di Fausto Malcovati e introduzione di Serena Vitale, ivi, 1989.
- Guerra e pace, trad. di Federico Verdinois, introduzione di Wolf Giusti e note di Lucio Dal Santo, 2 voll., Milano: Bietti, 1974.
- Guerra e pace, a cura di Igor Sibaldi, con un saggio di Heinrich Böll, 4 voll., Milano: Mondadori, 1999.
- 1805 (titolo iniziale di Guerra e pace, sulla rivista "Russkij vestnik"), trad. Germana Miozzi, introduzione di Pier Cesare Bori, Venezia: Marsilio, 2001.
- Guerra e pace, trad. di Loretta Loi, Milano: Baldini Castoldi Dalai, 2009.
- Guerra e pace, a cura di Gianlorenzo Pacini, Milano: Feltrinelli, 2014.
- Guerra e pace, trad. di Emanuela Guercetti, Torino: Einaudi, 2018.

#### Anna Karenina
- Anna Karenine. Romanzo, con uno studio di Domenico Ciampoli sui romanzi russi, 2 voll., Milano, Treves, 1887.
- Anna Karenina, trad. di Eugenio Venceslao Foulques, 2 voll., Napoli: S. Romano, 1901.
- Anna Karènina, trad. di Ugo Ricci Mascarillo, 2 voll., Napoli: Bideri, 1913; Milano: Bietti, 1928.
- Anna Karenine, trad. anonima, 2 voll., Firenze: Salani, 1923.
- Anna Karenine (1873-1876), trad. (dal francese) di Enrico Mercatali, 2 voll., Milano: Sonzogno, 1923; Roma: Cremonese, 1957.
- Anna Karenina, trad. di Luigi D'Agesilao, 2 voll., Sesto San Giovanni: Barion, 1929; Milano: Cavallotti, 1950.
- Anna Karenina, trad. di Leone Ginzburg, 4 voll., Torino: Slavia, 1929; Torino: Einaudi, 1945; 3 voll., Milano: Rizzoli, 1966; con prefazione di Natalia Ginzburg, 2 voll., Torino: Einaudi, 1974; con introduzione di Pietro Citati, 2 voll., Milano: Rizzoli, 1980; in Romanzi, vol. 2, prefazione di Franco Cordelli, ivi, 2012.
- Anna Karenina, trad. di Franco Invernizzi e Buby Petrovitch, Milano: Aurora, 1935; Milano: Lucchi, 1947.
- Anna Karenina, trad. di Ossip Félyne, introduzione di Cesare Giardini, 2 voll., Milano: Mondadori, 1936; con introduzione di Silvio Bernardini, ivi, 1971; con introduzione di Igor Sibaldi e uno scritto di Vladimir Nabokov, ivi, 1989.
- Anna Karenina 1873-1876, trad. di Enrichetta Carafa Capecelatro, 2 voll., Torino: Utet, 1941.
- Anna Karenina, trad. di Nice Contieri, Roma: Casini, 1957; 2 voll., Novara: De Agostini, 1982; Trento: Reverdito, 1995; con introduzione di Eraldo Affinati, Roma: Newton Compton, 1996; Santarcangelo di Romagna: Rusconi, 2005.
- Anna Karenina, a cura di Eridano Bazzarelli, in Tutte le opere narrative e di teatro, vol. 3, Milano: Mursia, 1960; a sé, ivi, 1966.
- Anna Karenina, a cura di Leone Pacini Savoj e Maria Bianca Luporini, Firenze: Sansoni, 1961.
- Anna Karenina, trad. di Pietro Zveteremich, 2 voll., Milano: Garzanti, 1965; con introduzione di Serena Vitale, ivi, 1987.
- Anna Karenina, trad. di Giacinta De Dominicis Jorio, 3 voll., Milano: Fabbri, 1969; Rimini: I libri di Gulliver, 1986.
- Anna Karenina, trad. di Elsa Mastrocicco, Roma: Paoline, 1979.
- Anna Karénina, trad. di Annelisa Alleva, Milano: Frassinelli, 1997; con introduzione di Igor Sibaldi e uno scritto di Vladimir Nabokov, Milano: Mondadori, 2014.
- Anna Karenina, trad. di Laura Salmon, introduzione di Pier Cesare Bori, Roma: Gruppo editoriale L'Espresso, 2004.
- Anna Karenina, trad. di Angelo Linci, Milano: Baldini Castoldi Dalai, 2010.
- Anna Karenina, trad. e postfazione di Gianlorenzo Pacini, Milano: Feltrinelli, 2013.
- Anna Karenina, trad. di Claudia Zonghetti, prefazione di Natalia Ginzburg, Torino: Einaudi, 2017.

#### Resurrezione
- Resurrezione, versione dal russo di Augusto Carelli, Roma: Tipografia dell'Avanti, 1899-1900; Roma: Luigi Mongini, 1904.
- Resurrezione, trad. di Nina Romanowsky, 3 voll., Milano: Treves, 1900.
- Resurrezione, trad. di Sofia Puritz ed Ettore Fabietti, 2 voll., Firenze: Salani, 1901.
- Resurrezione, trad. di Francesco Mantella-Profumi, 2 voll., Napoli: Bideri, 1907, 1919.
- Resurrezione, trad. di Luigi Ermete Zalapy, 2 voll., Sesto San Giovanni: Barion, 1928; La Spezia: F.lli Melita, 1992.
- Resurrezione, trad. di Valentina Dolghin-Badoglio, 2 voll., Torino: Slavia, 1928.
- Resurrezione, trad. di Eugenio Venceslao Foulques, 2 voll., Milano: Bietti, 1928, 1936.
- Resurrezione, trad. di Lea Samoggia, Milano: Bietti, 1935 (ed. "cinematografica" ridotta).
- Resurrezione, trad. di Alfredo Polledro, prefazione di Francesco Flora, Milano: Istituto Editoriale Italiano, 1947; Milano: Garzanti, 1965.
- Resurrezione, trad. di Clara Coisson, prefazione di Natalia Ginzburg, Torino: Einaudi, 1952; Milano: Mondadori, 1958.
- Resurrezione, trad. di Clara Terzi Pizzorno, Milano: Rizzoli, 1953; Milano: Fabbri, 1992; Milano: BUR, 1992.
- Resurrezione, trad. di M. Mezzadri, Milano: Lucchi, 1954.
- Resurrezione, in Tutte le opere narrative e di teatro di Lev N. Tolstoj, a cura di Eridano Bazzarelli, vol. 4, Milano: Mursia, 1960; a sé, ivi, 1965.
- Resurrezione, trad. di Milli De Monticelli, Milano: Rusconi, 1965.
- Resurrezione, trad. di Agostino Villa, Firenze: Sansoni, 1965; con introduzione di Eraldo Affinati, Roma: Newton Compton, 1995.
- Il racconto di Koni. La prima "Resurrezione", prefazione di Mario Pomilio, Firenze: Passigli, 1984.
- Resurrezione, trad. di Emanuela Guercetti, introduzione di Serena Vitale, Milano: Garzanti, 1988.
- Resurrezione. Taccuini per «Resurrezione». Infanzia, adolescenza, giovinezza. Taccuini per «Infanzia, Adolescenza, Giovinezza», a cura di Leone Pacini Savoj e Maria Bianca Luporini, Firenze: Sansoni, 1990.
- Resurrezione, trad. di Maria Rita Leto e Antonio Maria Raffo, con uno scritto di Romain Rolland, Milano: Mondadori, 1991.
- Resurrezione, in Romanzi, vol. 1, a cura di Leone Pacini Savoj e Maria Bianca Luporini, prefazione di Adriano Sofri, Milano: BUR, 2010.

### Romanzi brevi e racconti singoli

#### Chadži-Murat
- Chadži-Murat. Episodio di guerra nel Caucaso, trad. Erme Cadei, Sesto S. Giovanni: Barion, 1929; poi in Tutte le opere narrative e di teatro, vol. 4, a cura di Eridano Bazzarelli, Milano: Mursia, 1960.
- Hagi Murat, trad. di Leo Gastovinsky, Milano: Bietti, 1931.
- Hadgi Murat: l'eroe del Caucaso, trad. di Adriana Lyanova e Mary Tibaldi Chiesa, Milano: Genio, 1941; a cura di Vanna Bosia, Milano: Ceschina, 1961.
- Il principe ribelle, Roma: F. Capriotti, 1946.
- Hadgi-Muràd, trad. Giuseppe Donnini, in Romanzi brevi e racconti, Roma: Casini, 1951.
- Un cavaliere del Caucaso, trad. di Giacinta De Dominicis Jorio, Roma: Paoline, 1966; Torino: Siae, 1969.
- Chadži-Murat, trad. di Milli Martinelli, Milano: Emme, 1976; Milano: Rizzoli, 1994; Milano: BUR, 2009.
- Chadži-Muràt, trad. di Nadia Cicognini, a cura di Igor Sibaldi, Milano: Mondadori, 1994.
- Chadži-Murat, trad. di Paolo Nori, Milano: Voland, 2010.
- Chadži-Murat, trad. di Giovanna Spendel, Milano: Dalai, 2013.

#### La sonata a Kreutzer
- La sonata a Kreutzer, Milano: F.lli Treves, 1891 ("Biblioteca amena"); Firenze: Quattrini, 1916.
- La sonata a Kreutzer, Firenze: Adriano Salani, 1898, 1930.
- La sonata a Kreutzer, trad. di G. L., Napoli: G. Lubrano, 1905; Napoli: Gennaro Monte, 1910.
- La sonata a Kreutzer, Milano: Istituto editoriale italiano, 1916.
- La sonata a Kreutzer, trad. di Leonardo Kociemski, Milano: Sonzogno, 1922; a cura di Gian Dàuli, Milano: Delta, 1929.
- La sonata a Kreutzer, trad. di Luigi Ermete Zalapy, Milano: Barion, 1923, 1930.
- La sonata a Kreutzer, in Hagi Murat. Padre Sergio. La sonata a Kreutzer, trad. di Leo Gastovinsky, Milano: Bietti, 1931.
- La sonata a Kreutzer, trad. della Duchessa d'Andria (Enrichetta Carafa Capecelatro), Milano: Utet, 1934; Milano: Mondadori, 1955.
- La sonata a Kreutzer, Milano: Minerva, 1935.
- La sonata a Kreutzer, trad. di Leone Ginzburg, nota introduttiva di Vittorio Strada, Torino: Einaudi, 1942, 1971 ("Centopagine").
- La sonata a Kreutzer, Milano-Roma: Jandi, 1944.
- La sonata a Kreutzer, trad. di Mario Visetti, Milano: Rizzoli, 1949; con introduzione di Eridano Bazzarelli, ivi, 1980; poi in Romanzi, vol. 2, ivi, 2012.
- Sonata a Kreutzer, trad. di Carla Astore, Milano: A. Donaudy, 1949.
- La sonata a Kreutzer, in Romanzi brevi e racconti, trad. di Giuseppe Donnini, Roma: Casini, 1951; in La sonata a Kreutzer e altri racconti brevi, a cura di Guido Davico Bonino, Milano: Club del libro, 1976; a sé, Santarcangelo di Romagna: Rusconi, 2005.
- La sonata di Kreutzer, in La sonata di Kreutzer ed altri racconti, trad. di Agostino Villa, Torino: Einaudi, 1973 (anche in Quattro romanzi, ivi, 1977).
- La sonata a Kreutzer, in I cosacchi. La sonata a Kreutzer, trad. di Riccardo Rossi, Roma: Curcio, 1978.
- La sonata a Kreutzer, a cura di Elisabetta Bruzzone, introduzione di Giovanni Buttafava, Milano: Mondadori, 1979; con introduzione di Viktor Šklovskij, ivi, 2001; e con uno scritto di Stefan Zweig, ivi, 2003.
- La sonata a Kreutzer e altri racconti, trad. di Laura Salmon, introduzione di Serena Vitale, Milano: Garzanti, 1987.
- Sonata a Kreutzer, trad. di Gianlorenzo Pacini, Milano: Feltrinelli, 1991.
- La sonata a Kreutzer, a cura di Igor Sibaldi, in Romanzi brevi, Milano: Mondadori, 1992.
- La sonata a Kreutzer. Matrimonio: sesso o amore?, trad. e presentazione di Anna Maria Capponi Glouchtchenko, Bussolengo: Demetra, 1993; con introduzione di Francesca Legittimo, Firenze: Giunti, 2008.
- La sonata a Kreutzer, trad. di Mario Caramitti, Roma: La Repubblica, 2005; con introduzione di Corrado Augias, Roma: Gruppo editoriale l'Espresso, 2011.
- La sonata a Kreutzer, a cura di Paolo Biloni, Cagliari: La riflessione, 2006.
- Sonata a Kreutzer, trad. Angelo Linci, in Tre romanzi brevi, introduzione di Giovanna Spendel, Milano: Baldini Castoldi Dalai, 2006; a sé, Milano: Dalai, 2011.
- La sonata a Kreutzer a cura di Riccardo Reim, Roma: Newton Compton, 2008.
- Sonata «Kreutzer» a cura di Bruno Osimo, Milano, 2022.

#### Padre Sergij
- Padre Sergio, trad. di Lia Neanova, Milano: Delta, 1929.
- Padre Sergio, in Hagi Murat, trad. di Leo Gastovinsky, Milano: Bietti, 1931.
- Padre Sergio, trad. di Enrichetta Carafa D’Andria, Torino: Slavia, 1931; poi in Racconti, Torino: Utet, 1962.
- Padre Sergio, trad. di Renato Fabietti, Milano: Universale economica, 1950.
- Padre Sergio, in Romanzi brevi e racconti, trad. di Giuseppe Donnini, Roma: Casini, 1951.
- Padre Sergio, trad. di Agostino Villa, in Quattro romanzi, Torino: Einaudi, 1977; poi a cura di Silvia Sichel, Firenze: Passigli, 1990.
- Padre Sergio, in  La sonata a Kreutzer e altri racconti, trad. di Laura Salmon, Milano: Garzanti, 1987; Roma: La Repubblica, 2005.
- Padre Sergij, in Tutti i racconti, vol. 2, Milano: Mondadori, 1991, pp. 682-740; Milano: Feltrinelli, 1991.

#### I quattro libri di lettura
- I quattro libri di lettura, prima traduzione integrale di Angelo Treves, introduzione di Charles Salomon, Milano: Monanni, 1928.
- I quattro libri di lettura, traduzione dall'originale russo di Nicola Odanov, Milano: Longanesi, 1954.
- Il primo libro di lettura, Il secondo libro di lettura, Il terzo libro di lettura, Il quarto libro di lettura, trad. Luigi Ardenzi, con appendice didattica nel vol. 4 di Delfino Tinelli, Milano: Fratelli Fabbri, 1959 (scelta).
- I quattro libri di lettura, prefazione e traduzione di Agostino Villa, Torino: Einaudi, 1964 ("I millenni"); con introduzione di Pier Cesare Bori, ivi, 1994; con prefazione di Ermanno Olmi, Milano: Isbn, 2013.
- I quattro libri russi di lettura e altri racconti, a cura di Igor Sibaldi, Milano: Mondadori, 1998.

#### Il padrone e il lavorante
- Padrone e servitore: racconto; La guerra, La caccia, La felicità: saggi morali, col ritratto dell'autore e una prefazione di R. Forster, Milano: F.lli Treves, 1895.
- Servo e padrone, Milano: Max Kantorowicz editore, 1895.
- Padrone e servitore, in Felicità coniugale, Sesto San Giovanni: Barion, 1931.
- Il padrone e il lavorante, in Tutti i racconti, a cura di Igor Sibaldi, Milano: Mondadori, 1991, vol. 2, pp. 606-69.

#### La morte di Ivan Il'ič
- La morte di Iwan Iljitsch, trad. di Trefeb, Città di Castello: Lapi, 1906.
- La morte di Ivan Iljic, trad. di Ada Prospero, Torino: Slavia, 1927.
- Morte di Ivan Ilijtc, in Felicità coniugale, Sesto San Giovanni: Barion, 1931.
- La morte di Ivan Ilic, trad. di Enrichetta Carafa Capecelatro, Torino: Utet, 1934; Molinella: Gingko, 2015.
- La morte di Ivan Ilìc, trad. di Corrado Malavasi, in Il diavolo, Firenze: Vallecchi, 1950.
- La morte di Ivàn Iljìc trad. di Giuseppe Donnini, in Romanzi brevi e racconti, Roma: Casini, 1951.
- La morte di Ivan Il'ič, in Dopo il ballo e altri racconti, a cura di Lanfranco Stolfi, Milano: Universale economica, 1954.
- La morte di Ivan Ilic', trad. di Giacinta De Dominicis Jorio, Milano: Rizzoli, 1961.
- La morte di Ivan Il'ic, trad. di Luigi D'Agesilao, Milano: Zibetti, 1964.
- La morte di Ivan Il'ič, in Racconti russi, trad. di Tommaso Landolfi, Milano Longanesi, 1971; con introduzione di Angelo Maria Ripellino, Milano: Rizzoli, 1976; con uno scritto di E. M. Cioran, Milano: SE, 1986; a cura di Idolina Landolfi, Milano: Adelphi, 1996.
- La morte di Ivan Il'ič, trad. di Giovanni Buttafava, introduzione di Serena Vitale, Milano: Garzanti, 1975; Milano: Vallardi, 1996.
- La morte di Ivan Il'ič, trad. Agostino Villa, in Quattro romanzi, introduzione di Clara Strada Janovič, Torino: Einaudi, 1977.
- La morte di Ivan Il'ič, trad. di Maria Rosaria Fasanelli, Bologna: Thema, 1988.
- La morte di Ivan Il'ič, in Tutti i racconti, vol. 2, trad. di Igor Sibaldi, Milano: Mondadori, 1991, pp. 330-401; in La morte di Ivan Il’ič e altri racconti, ivi, 1999.
- La morte di Ivan Il'ič, a cura di Dorena Caroli, Milano: SugarCo, 1993.
- La morte di Ivan Il'ič, trad. di Erica Klein, Milano: BUR, 2001; con prefazione di Matteo Collura, Milano: Corriere della Sera, 2002.
- La morte di Ivan Il'ič, trad. di Giulia Baselica, introduzione di Giovanna Spendel, Milano: Baldini Castoldi Dalai, 2006; Milano: Dalai, 2016.
- La morte di Ivan Il'ič, trad. di Alberto Schiavone, Firenze: Barbes, 2011.
- La morte di Ivan Il'ič, trad. di Paolo Nori, Milano: Feltrinelli, 2014.

### Altro
- Diario intimo, a cura di Erme Cadei, prefazione di Tichon Ivanovič Polner, Milano: Mondadori, 1929.
- Carteggio confidenziale con Aleksandra Andrejevna Tolstaja, trad. di Olga Resnevic Signorelli, Torino: Einaudi, 1945; poi Vi prego di strappare questa lettera. Carteggio confidenziale con Aleksandra A. Tolstàja, Roma: Eliot, 2018.
- Teatro, trad. di Odoardo Campa e Giovanni Faccioli, Firenze: Sansoni, 1952.
- Autobiografia dalle lettere, antologia a cura di Tat'jana Tolstaja, note di Ettore Lo Gatto, Milano: Mondadori, 1954.
- Il cadavere vivente. Dramma, trad. di Laura Simoni Malavasi, Milano: Rizzoli, 1958.
- Scritti sull'arte, trad. di Lubomir Radoyce, Torino: Boringhieri, 1964.
- I diari (1847-1910), scelta, traduzione e note di Silvio Bernardini, Milano: Longanesi, 1975.
- Le lettere, scelta, traduzione e note di Lubomir Radoyce, presentazione di Silvio Bernardini, 2 voll.: 1845-1875 e 1876-1910, Milano: Longanesi, 1977-78.
- Che cos'è l'arte, trad. di Filippo Frassati, Milano: Feltrinelli, 1978, con uno scritto di Pietro Montani, Roma: Donzelli, 2010.
- Le confessioni, a cura di Maria Bianca Luporini, Milano: Rizzoli, 1979; con introduzione di Pier Cesare Bori, Genova: Marietti, 1996.
- La confessione, trad. Gianlorenzo Pacini, Milano: SugarCo, 1979; Milano: SE, 2000; Milano: Feltrinelli, 2013.
- Perché la gente si droga? e altri saggi su società, politica, religione, a cura di Igor Sibaldi, Milano: Mondadori, 1988.
- Cosa fa vivere gli uomini, a cura di Anastasia Pasquinelli, Latina: L'argonauta, 1991.
- Pensieri per ogni giorno. Un calendario di saggezza, a cura di Pier Cesare Bori, San Domenico di Fiesole: Cultura della pace, 1995.
- Il bastoncino verde. Scritti sul cristianesimo, Bergamo: Servitium Editrice, 1998.
- Il cammino della saggezza (Put’žizni), a cura di Rocco Altieri, trad. di Ruggiero Isernia, 2 voll., Pisa: Centro Gandhi, 2010.
- Il risveglio interiore. Scritti sull'uomo, la religione, la società, Sassuolo: Incontri, 2010.
- Che cos'è l'arte, trad. di Tito Perlini, Milano-Udine: Mimesis, 2011.
- Guerra e rivoluzione, trad. di Roberto Coaloa, nota di apertura di Gian Paolo Serino, Milano: Feltrinelli, 2015.
- Che fare, dunque?, trad. di Flavia Sigona, Roma: Fazi, 2017.
- Su Shakespeare e il dramma, trad. di Roberto Coaloa, Milano: Libreria Utopia Editrice, 2017.
- Sulla vita, trad. di Igor Sibaldi, Milano: Feltrinelli, 2018.
- Perché non mangio la carne, trad. di Bruno Osimo, Milano, 2019.
- Perché la gente si droga, trad. di Bruno Osimo, Milano, 2021.
- Religione e morale, trad. di Bruno Osimo, Milano, 2021.
- Il desiderio sessuale, trad. di Bruno Osimo, Milano, 2021.
- Il parassitismo, trad. di Bruno Osimo, Milano, 2022.
- Il Vangelo spiegato ai bambini, trad. di Bruno Osimo, Milano, 2022.
- Su ciò che viene chiamato «arte», trad. di Bruno Osimo, Milano, 2022.
- Non posso stare zitto, trad. di Bruno Osimo, Milano, 2022.
- Impariamo a scrivere dai bambini, trad. di Bruno Osimo, Milano, 2023.
- Non uccidere nessuno, trad. di Bruno Osimo, Milano, 2023.